# Lionn
José Lionn Barbosa de Lucena, meglio noto solo come Lionn (Fortaleza, 29 gennaio 1989), è un calciatore brasiliano, difensore svincolato.

## Palmarès

### Club

#### Competizioni nazionali
- Campionato rumeno: 1

CFR Cluj: 2011-2012